# Peter Maassen
J. Peter Maassen (Duisburgo, 9 de diciembre de 1810 – Falkensteig, 2 de agosto de 1890) fue un entomólogo alemán.

## Colecciones
Maassen logró recoer una colección muy extensa de mariposas europeas y exóticas. Para ello viajó a diversas partes de Alemania, Suiza e Italia. También visitó París y Londres más de una vez. Gran parte de sus estudios y colecciones fueron de Lepidópteros recolectados en viajes por Colombia, Ecuador, Perú, Brasil, Argentina y Bolivia entre 1668 y 1677.
Sus publicaciones científicas no fueron extensas. Su obra más importante fue su Beiträge zur Schmetterlingskunde, que consta de una serie de ilustraciones de la familia de insectos Saturniidae, de las cuales se publicaron cinco partes a intervalos. El primer volumen apareció en 1869. En las últimos columenes contó con la ayuda de su amigo Gustav Weymer. Además, en el Stettiner Entomological Zeitung publicó principalmente reseñas o informes sobre lo que había recopilado durante sus viajes.
Maassen siguió interesado por la entomología hasta el final de su vida. En julio de 1890 realizó un viaje por la Selva Negra con el objetivo de estudiar insectos. El 2 de agosto se encontraba en Falkensteig en compañía de su sobrina cuando ella descubrió esa mañana que había fallecido repentinamente durante la noche. Está enterrado en Erkrall cerca de Düsseldorf, junto a su esposa.